# Annwn
Annwn, znany też jako: Annwfn, Annwyn, Annwvyn, Annwyfn, Annwfyn (wymowa: Annun) – w mitologii brytańskiej z wysp, w szczególności walijskiej – zaświaty, w których mieszkały dusze zmarłych. Krainą tą rządził Arawn, a w czasach znacznie późniejszych – Gwyn ap Nudd. Była zawsze postrzegana jako kraina rozkoszy i wiecznej młodości, gdzie nie istnieją choroby, a żywności jest ciągle pod dostatkiem.  W Annwn znajdowało się źródło, z którego wypływało słodkie wino oraz kocioł nieśmiertelności. Mówiono, iż leży tak daleko na zachód, że nie znalazł jej nawet Manawydan ap Llyr, i że można się do niej dostać wyłącznie umierając. Twierdzono też jednak, iż żywy, który znajdzie drzwi do Annwn, może do niej wstąpić.
Utrzymywano, że drzwi te znajdują się koło ujścia Severn, niedaleko wyspy Lundy albo na Glastonbury Tor. (Odkryta przez archeologów niedaleko Lydney świątynia Nudd (irl. Nuady), tak jak i brytańskie opowieści jak np. opowieść o Seithenyn sugerują, iż Severn Bore miała znaczenie symboliczne w ezoterycznych naukach duchowych Druidów. Glastonbury była szeroko postrzegana jako święta wyspa zmarłych i miejsce, w którym chowani byli święci i królowie).
Według opowieści Culhwch and Olwen, Bóg dał Gwynnowi władzę nad demonami, "aby ten świat nie został zniszczony". Prowadził on Dziki Łów. Opowieść chrześcijańska mówi o walijskim świętym o imieniu St. Collen, który wkroczył do pałacu Gwenna aby przegnać go wodą święconą.
W zbiorze utworów zat. Llyfr Taliesin (Księga Taliesina) poemat ezoteryczny zat. Preiddeu Annwfn (co dla wygody tłumaczy się jako Łupy Annwn) opowiada historię Artura (często utożsamianego z Królem Arturem) i jego rycerzy, podróżujących przez Annwn i szukających magicznego kotła będącego w posiadaniu dziewięciu kobiet. Z tej wyprawy powróciło tylko siedmiu z nich. Opowieść ta mogła być prekursorem późniejszych legend arturiańskich, szczególnie opowieści o Świętym Graalu. Dziewięć dziewic było odniesieniem do rzeczywiście istniejących w starodawnym społeczeństwie celtyckim grup dziewięciu kapłanek. Geoffrey z Monmouth w swoim poemacie Vita Merlini (Żywot Merlina) opisał historię Morgana Le Fay i ośmiu innych kapłanek mieszkających na Wyspie Jabłek (ang. Isle of Apples) lub Avalon (ta druga nazwa często była utożsamiana z Annwn).
Uczeni twierdzą, iż pisownia utworu wskazuje na X wiek. Poezja walijska jednakże była przez wieki przekazywana ustnie przez bardów i najbardziej prawdopodobną spekulacją jest, iż poemat został skomponowany przez Taliesina w VI wieku, i tylko dlatego, że został po raz pierwszy spisany w X wieku, zdaje się pochodzić z tamtego okresu.